# Regiteater
Regiteater är den moderna metoden att ge en regissör frihet att utforma hur en viss opera eller teaterpjäs ska sättas upp så att upphovsmannens ursprungliga, specifika avsikter eller scenanvisningar (där sådana tillhandahålls) kan ändras, tillsammans med viktiga delar av det geografiska läget, den kronologiska situationen, rollbesättningen och handlingen. Vanligtvis kan sådana ändringar göras för att peka på en viss politisk punkt eller moderna paralleller som kan vara fjärran från traditionella tolkningar. Regiteater är ett slagord inom teaterkritiken med ursprung i 1970-talet. En produktion kallas en "regissörens teaterproduktion" om recensenten anser att regissörens idéer har ett (möjligen alltför stort) stort inflytande (jämfört med upphovsmannens, artisternas eller, när det gäller musikteater, kompositörens, sångarnas eller dirigentens) idéer på föreställningen. Termen regiteater antyder att detta är en enhetlig trend inom drama eller musikteater. Det finns dock två skäl till att termen "regissörens teater" inte bör erkännas som en genreterm: å ena sidan är termen inte tillräckligt konkret och används därför av olika kommentatorer för regissörer av en mängd olika stilar, och å andra sidan saknar termen neutralitet på grund av dess (åtminstone ursprungligen) negativa konnotationer.
Exempel som finns i regiteater-produktioner kan inkludera några eller alla av följande:
- Att flytta berättelsen från den ursprungliga platsen till en mer modern period (inklusive att utspela sig i en totalitär regim).[1]
- Ändringar av berättelsen från det ursprungliga manuset.[2]
- Tolkningselement som betonar rollen av ras-/köns-/klassbaserat förtryck betonas. I sin uppsättning av Nibelungens ring vid Festspelen i Bayreuth 1976 använde Patrice Chéreau en uppdaterad 1800-talsmiljö som följde George Bernard Shaws tolkning, som såg Ringen som en social kommentar till de rika 1800-talskapitalisternas exploatering av arbetarklassen.[3]
- Abstraktion i scenografin.[4]
- En betoning på sexualitet.[5]
- Kostymer som ofta blandar epoker och platser. Några exempel är Opera Theatre of Saint Louis uppsättning av Mozarts Figaros bröllop från 2010 och Don Giovanni från 2011, som porträtterar vissa karaktärer i 1700-talskläder och andra i kläder från mitten av 1900-talet.

## Historia
Man kan hävda att Regiteater började med Wieland Wagner (1917–1966), som under åren efter andra världskriget reagerade på den djupgående problematiseringen av hans farfars, Richard Wagners, verk, som var ett resultat av att det tidigare approprierats av nazisterna, genom att designa och producera minimalistiska och starkt symboliska iscensättningar av Wagneroperor i Bayreuth och på andra håll. Vägledd av Adolphe Appias teorier påstås Wieland Wagners uppsättningar ha försökt betona de episka och universella aspekterna av Wagners musikdramer, och rättfärdigades som försök att utforska texterna ur en (ofta jungiansk) djuppsykologisk synvinkel. I praktiken skulle detta till exempel innebära att öppningsakten av Valkyrian (det andra verket i Ringen), som särskilt beskrivs som utspelad i Hundings skogshydda, framfördes på en scen formad som en stor, sluttande skiva: ingen hydda syntes eller antyddes, och kompositörens många detaljerade instruktioner om Wehwalts handlingar, Sieglinde och Hunding inne i hyddan ignorerades eftersom det sades att detaljerna i partituret gjorde att de redan var illustrerade musikaliskt.
Exempel
- År 1976 försökte Patrice Chéreaus uppsättning av den hundraåriga Bayreuth-ringen att manifestera en antikapitalistisk och marxistisk undertext som erkändes som närvarande i verket med tanke på tiden för dess ursprungliga tillkomst: efter denna föreställning blev Wagners busiga Rhendöttrar tre trasiga horor som utövade sitt yrke nära en vattenkraftsdamm, gudarna är en industrifamilj från slutet av 1800-talet, och Siegfried använde en industriell ånghammare för att smida sitt svärd.[6]

- Dekonstruktionismens framväxt gav nytt liv åt Regiteater i Europa och på andra håll. Framstående amerikanska dekonstruktionister inkluderar Peter Sellars och David Alden. Andra regissörer som ofta förknippas med Regiteater är Walter Felsenstein och Christopher Alden. Alden säger: "Opera är mycket lik den katolska kyrkan när det gäller hur människor är hängivna den och hur den för många människor är lika helig, lika helig och lika oantastlig som religion. På det sättet tror jag att det fortfarande är nödvändigt att fortsätta krossa dessa idoler och fortsätta att försöka komma bortom den avgudadyrkan – så att du kan komma åt saker som kanske är närmare benet och mer mänskliga."[7] Calixto Bieito,[8] Harry Kupfer, David Pountney och Claus Guth har också tillämpat sådana principer på ett brett spektrum av operor från den klassiska och romantiska perioden.

## Regiteater ur en kritisk synvinkel
Bland de viktigaste anklagelserna mot en regissör som kan leda till att hans produktion kallas regissörsteater är följande:
- Föreställningen bryter mot upphovsmannens (inom musikteatern även kompositörens) intentioner. I detta sammanhang kritiseras särskilt följande: godtyckliga tillägg och/eller minskningar, flytt av åtgärden till en annan plats eller tidpunkt.
- Iscensättningen distraherar från själva innehållet i verket. Denna anklagelse är särskilt vanlig inom musikteatern, där regissörer ibland anklagas för att distrahera från musiken, men förekommer också inom talteater, där det vanligtvis handlar om att infoga scener som inte har något att göra med det faktiska verket.
- Iscensättningen innehåller egenskaper som är överflödiga för verket. I detta sammanhang kritiseras till exempel uppvisandet av nakenhet eller oproportionerlig brutalitet för dess egen skull.

Nära besläktat med begreppet regiteater (i dess ursprungliga, negativa betydelse) är anklagelsen att ökningen av regissörers teaterproduktioner leder till en försämring av kvaliteten på teaterlandskapet. En av talesmännen för denna åsikt är den tyske regissören Peter Stein: "Under tiden kan alla göra vad de vill på teatern, men över hela världen skrattar man nu åt den tyska regissörens teater".
För teaterkritikern Peter Kümmel är regiteater också avgörande för förståelsen av många skådespelares roller och handlingar på ett skadligt sätt. Miljön präglas av kampen mot konventionellt "låtsas". Ofta verkade det som om skådespelarna på scenen var tvungna att skydda publiken från pjäsen, föreställningstraditionen och den döde författaren: "Den typiske scenkonstnären i vår tid tycks alltid vara på vippen att kasta av sig rollkostymen. Han befinner sig i ett ständigt subliminalt kaos mot sin karaktär – till och med mot tvånget att spela en roll i sig. Han tror att han inte längre kommer att bli tagen på allvar om han tar sitt yrke på största allvar. Han befinner sig i en knipa; en ofri människa, tvingad till ironi." Bakom detta, som en grå eminens och "verkligt fri man i hela systemet", står regissören som den "som ur pjäserna 'extraherar' de karaktärer och motiv som 'intresserar' honom". Kümmel ser också skådespelarna i händerna på olika systembegränsningar i sina konstnärliga strävanden; De upplevde ofta sitt yrke mer som ett slit än som ett konstnärligt företag. "Produktionstiderna blir kortare och kortare, och fler och fler regissörer avstår från att sikta på en viss skådespelarkonst (eller sanningsenlighet) som ett prestationsmål eftersom de inte längre tror att de kan uppnå den i den perfektion som Netflix visar."

## Kontrovers
Anhängare av regiteater menar att verk från tidigare århundraden inte bara tillåter, utan till och med kräver, att återuppfinnas på ett sätt som inte bara passar samtida intellektuellt mode utan till och med strävar efter att koppla dem till situationer och platser som de ursprungliga kompositörerna och librettisterna inte kunde ha föreställt sig, och på så sätt sätta berättelsen i ett sammanhang som den samtida publiken kan relatera till.
Under de senaste åren har utnämningen av "kändisregissörer" (ofta från film eller andra teatergrenar), som inte verkar ha lärt sig de specifika kraven på operaregi, inklusive, i vissa fall, de som har stoltserat med sin oförmåga att läsa noter, och som verkar vara oförmögna att psykologiskt styra sångare bakom oreflekterade Regiteater-klichéer (ofta med omotiverade chockelement), har lett till en allmän missuppfattning av regiteater-termen hos både teatrar och kritiker.
Motståndarna anklagar sådana producenter för ytlighet, råhet, sensationalism, brist på verklig kreativitet, okänslighet för rikedomen i den ursprungliga inramningen, försummelse av den roll som musiken spelar och för att underblåsa den flyktiga journalistikens aptit. Mer och mer skiljer dock kritiker mellan "korrekt" tillämpning av regiteaters principer och omotiverad användning av missförstådda regiteater-stereotyper.
Termen regiteater är olycklig såtillvida att inte ens de hårdaste kritikerna motsätter sig nödvändigheten av en regissör i sig. Icke desto mindre är det till stor del kontroversiellt huruvida en produktion idag behöver en regissör som ska föra fram en tolkning av verket på scenen som är giltig för respektive tid eller överlåta tolkningen av verket till den ansvariga publiken, eller i vilket förhållande de två till synes motsatta anspråken kan uppfyllas i en uppsättning.

## Omvandling av begreppet
På senare tid har termen regiteater alltmer använts av förespråkare för sådana former av iscensättning, även med positiva konnotationer. Regissörer som medvetet refererar till sina produktioner som regiteaterproduktioner understryker därmed vad de anser vara ett behov av att omtolka verk från det förflutna. Tanken bakom detta är att dagens publik socialiseras på ett annat sätt än den som fanns vid tidpunkten för uruppförandet av ett verk. Det skulle behöva hanteras på ett annat sätt för att uppnå samma effekt. En regissörs engagemang för regiteater innefattar särskilt uppfattningen att de stilistiska grepp som kritiserats ovan, såsom tillägg och/eller strykningar, omlokalisering av handlingen etc., är absolut nödvändiga för detta ändamål.
Denna typ av medvetet engagemang för regiteater och det tillhörande försöket att ta bort den negativa klangen av termen är särskilt uttalad i den tyskspråkiga världen. Bland de ledande regissörerna som ser sig själva som regissörernas teaterregissörer finns Hans Neuenfels och Peter Konwitschny.

## Regiteater i opera
Fram till omkring 1800 var musikteatern i huvudsak premiärteater. Kompositör och publik levde i samma tid och därmed i samma samhälle. Teaterns konventioner och "spelregler" var i allmänhet tydliga för både artister och åskådare. Med framförandet av äldre verk bildades repertoarteatern på 1800-talet, som inte bara framförde nya verk utan också de historiska operor som fann en publik i sin tid. Föreställningens teatraliska stil förändrades ofta avsevärt jämfört med den tid då den tillkom, eftersom synen på tidens material, teman och motiv samt de tekniska hjälpmedel som användes fram till byggandet av musikinstrumenten hade förändrats. Mozarts verk, till exempel, genomgick en tydlig romantisering och förfalskning under 1800-talet (till exempel i Così fan tutte). Ju längre ifrån varandra i tiden det fanns ett glapp mellan skapandet och framförandet av ett verk, desto mer var det nödvändigt att tolka ett verk. Detta ledde slutligen till yrket regissör, det vill säga en konstnärlig ledare för en operaföreställning, som bestämmer spelstilen och den estetiska utformningen av verket i samarbete med dirigenten.
Nyckelorden "trohet mot verket" och "regiteater" kan användas för att beskriva två motsatta ståndpunkter om framförandet av operor idag, som ofta våldsamt och kontroversiellt ställs mot varandra av åskådare och konstnärer.
- Trohet mot verket (Werktreue). Anhängare av uppfattningen att en opera bör framföras "troget verket" är av åsikten att upphovsmännens avsikt är giltig för framförandet och att en opera bör framföras i enlighet med detta. Eftersom författarna oftast inte längre är i livet och det inte finns några ljud- eller videoinspelningar från deras tid är det inte alltid lätt att ta reda på vad författarnas avsikt var (även om vissa författare, t.ex. Richard Wagner, skrev mycket exakta scenanvisningar). Postulatet om trohet mot verket hänvisar därför ofta till en föreställningstradition, nämligen den från 1900-talets första hälft, och scenografi och kostym är nästan alltid de avgörande bedömningskriterierna. Det råder ingen tvekan om att förhållningssättet till en opera kan börja med verket och dess analys. Syftet med formgivningen är då i första hand att framföra själva verket och dess innehåll i betydelsen av verket. Därför är uttrycket "gärningarnas rättfärdighet" förmodligen mer passande än uttrycket "trofasthet mot verket".

- Regiteater. För många regissörer ligger fokus i en operaföreställning på referensen till dagens tid och samhälle eller till den egna personen. De försöker ofta välja en design som har en tydlig visuell referens till nutiden. Aspekter av verket som bara var klart begripliga när det skapades tolkas – eller omtolkas. Dessa regissörers framträdanden kan ha karaktären av bearbetningar av verket, där regissörens personliga tolkning täcker verket.

Varje operaföreställning idag står mellan dessa två poler. De flesta operakonstnärer hävdar dock att de gör rättvisa åt verket och dagens verklighet i lika hög grad. Regissören Adolf Dresen har formulerat följande (i huvudsak): Trohet mot verket är lika skadligt för en opera som verkets korv. Ett annat ofta citerat ordspråk med hänvisning till diskussionen om trohet mot verket säger: "Tradition är att föra eld vidare och inte att dyrka aska".
Bayreuth erbjuder alltid en ny utmaning för regissörer med verk av Richard Wagner. Eftersom kanon av verk som framförs vid Festspelen i Bayreuth sedan mer än 100 år tillbaka är begränsad till samma tio Wagneroperor, kommer respektive nytolkning av verken i "Werkstatt Bayreuth" i förgrunden.